# Schulgebäude Unterstraße 2

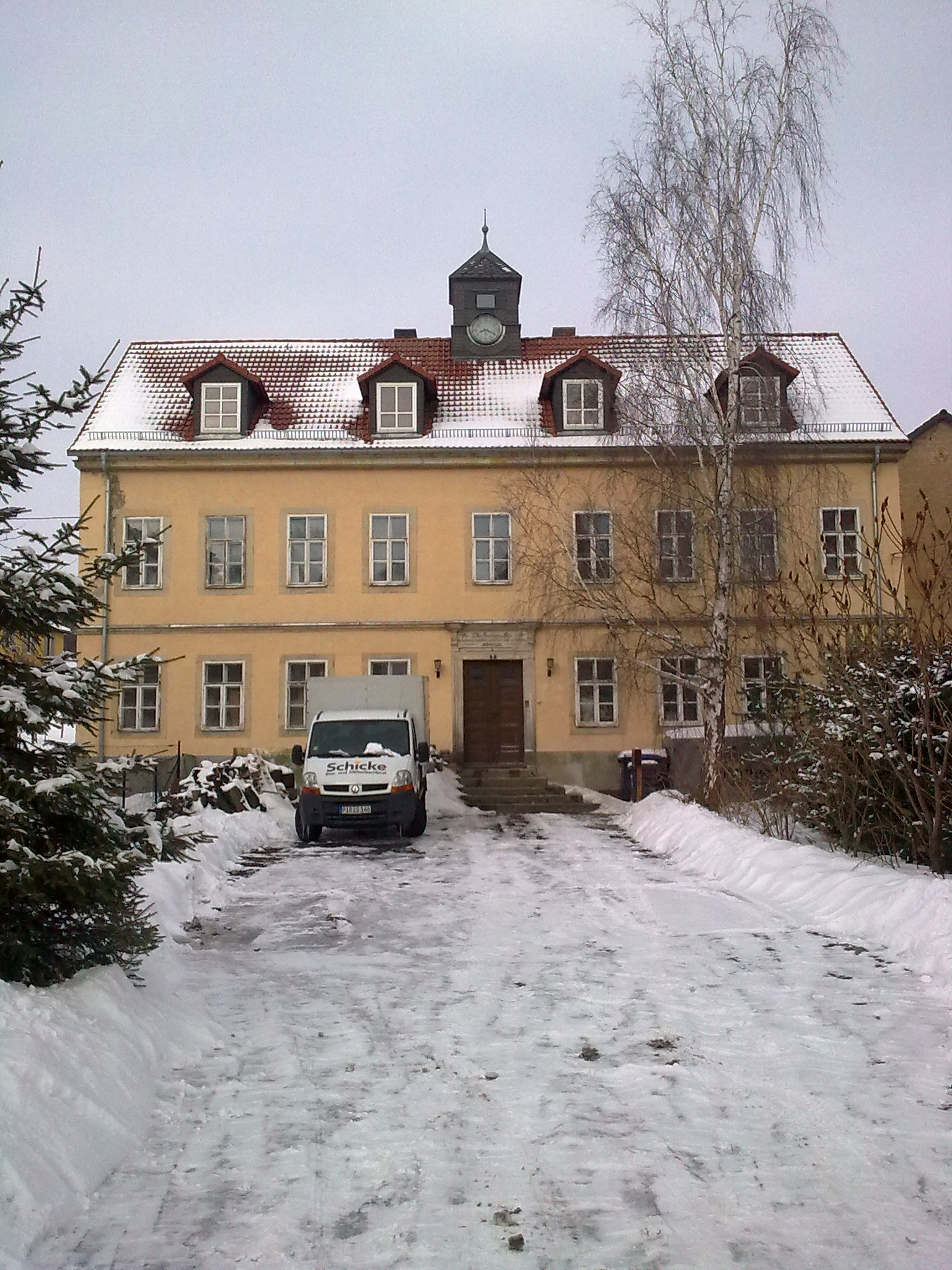
Die alte Schule

Das Schulgebäude auf der Unterstraße 2 (auch Alte Schule genannt) ist ein denkmalgeschütztes Bauwerk in der Freitaler Gemarkung Niederhermsdorf (Stadtteil Wurgwitz) im Landkreis Sächsische Schweiz-Osterzgebirge.

## Geschichte
Das Schulgebäude wurde 1853 an der Unterstraße im Niederhermsdorfer Ortskern hinter dem vom Oberhermsdorfer Bach gespeisten Teich (später „Schulteich“ genannt) errichtet. Bereits 1834 hatte die Gemeinde ein Schulgebäude weiter in Richtung Oberhermsdorf errichtet. Vor diesem Bau wurden die Niederhermsdorfer Kinder in Kesselsdorf unterrichtet. Das zweite Niederhermsdorfer Schulgebäude hatte drei Unterrichtsräume. 1875 wurde eine Turmuhr eingebaut. 
Nach der Einweihung der Neuen Schule in Wurgwitz im Jahr 1908 wurde das Gebäude für den Schulbetrieb der Klassen 1 bis 4 genutzt. Im Ersten Weltkrieg wurde die bronzene Schulglocke für die Herstellung von Munition eingeschmolzen. Nachdem 1982 an der Quäne eine neue Schule in Plattenbauweise errichtet worden war, stand die alte Schule eine Zeit lang leer. Später zog ein Tischlereibetrieb ein, der das Gebäude teilsanierte.